# والورتون و گرینلیس
latitudeوالورتون و گرینلیسlongitudeوالورتون و گرینلیس
والورتون و گرینلیس (به انگلیسی: Wolverton and Greenleys) یک بلوک شهری در بریتانیا است که در جنوب شرقی انگلستان واقع شده‌است.

## خصوصیات
والورتون و گرینلیس ۱۲٬۴۹۲ نفر جمعیت دارد.